# Arc coreà

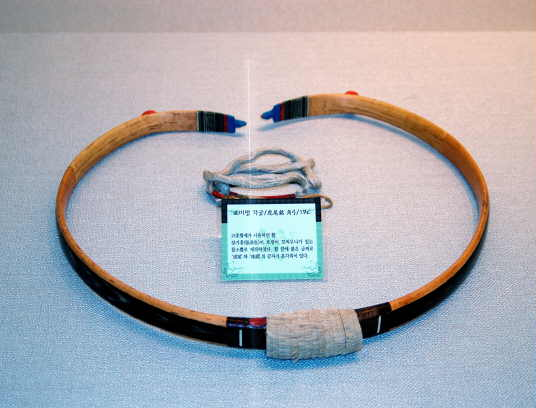
Arc coreà desencordat.

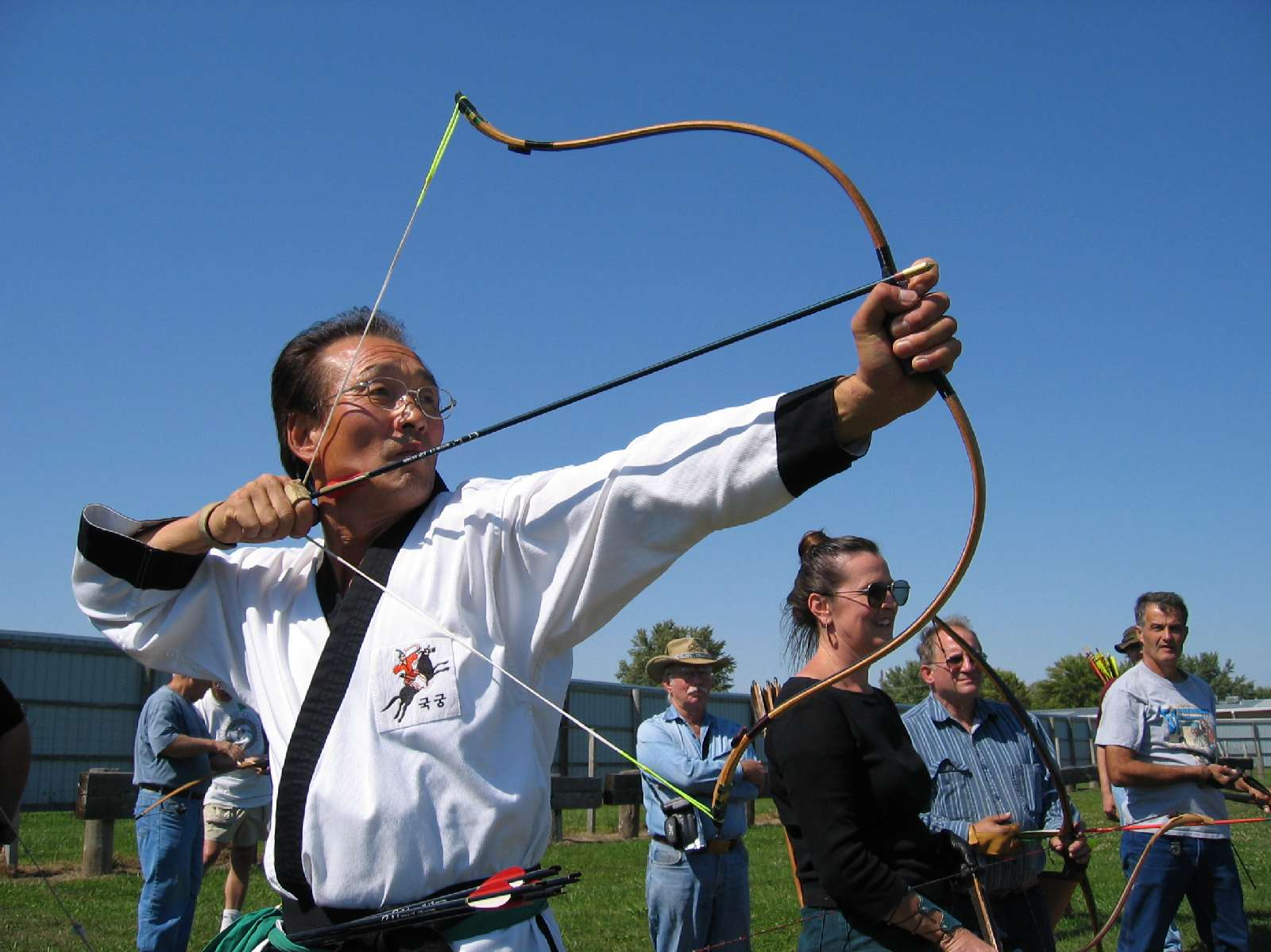
El mestre Heon Kim disparant un arc compost coreà actual.

Entre els arcs fletxers tradicionals la denominació d'arc coreà o gakgung s'aplica a diversos arcs construïts i usats a Corea des de temps immemorials (segle I aC) fins a l'actualitat. La seva forma moderna es normalitzà el segle xix.
Un arc coreà tradicional és un arc compost i recorbat de forma extrema de mides relativament petites però que pot tirar fletxes de llargària normal.
La subjecció de la corda i la part posterior de la fletxa segueix la tradició oriental (sovint anomenada “estil mongol”) emprant el polze per a enganxar la corda i reforçant la presa amb els dits índex i mig (doblegats damunt del dit polze). Seguint la tradició l'ús d'un anell de polze és indispensable.
La fletxa es disposa a la part exterior de l'arc, al mateix costat que la mà que estira la corda.

## Terminologia
- El terme gakgung és la transcripció del coreà 각궁 (gak-gung) que es tradueix per “arc de banya”. Fonèticament semblant, la denominació guk-gung significa “arc nacional” i s'aplica amb freqüència a l'arc tradicional.
- El terme gungsul és la transcripció del coreà 궁술 (gung-sul) i indica “tècniques de l'arc” o “habilitat amb l'arc”.

### Fletxes i accessoris
- Pyeon-jeon, fletxa petita
  - Sinònim: "편전", "junjun", fletxa petita
  - Sinònim: "애기살" “aegisal”, fletxa petita
- Tong-ah, guia per a fletxes petites
- Anell de polze. N'hi ha de dues menes.[2][3]
  - Anell mascle: sugakji
  - Anell femella: amgakji

|  |  |

## Dimensions i prestacions

Blanc oficial. Situat a 145 m del tirador.

Un cop encordat té una llargària de 120–130 cm. La potència dels arcs actuals és variable però acostuma a ser de 50 lbf o més. El seu abast també és variable, en funció de la fletxa i de la potència. El blanc de les competicions oficials està situat a 145 metres.

### Arcs militars
Segons els experts, en l'època de les Invasions japoneses del segle XVI l'abast d'un arc coreà era d'uns 460 metres, superior a l'abast dels arcs japonesos d'uns 320 metres.

### Tirar amb fletxes petites
En les lluites defensives contra els japonesos invasors, els coreans ja disposaven d'un invent que permetia allargar molt l'abast de les fletxes. Es tractava de la combinació d'una guia independent (tong-ah) i de fletxes molt curtes (uns 30 cm, contra les fletxes normals d'uns 63 cm). La guia anava lligada amb una llaçada llarga a la mà que estirava la corda. La precisió del tir era menor però, en les tirades en massa contra guerrers enemics agrupats, encertar un objectiu concret no era gaire important.
El mètode de tirar amb guia i fletxa curta és difícil de descriure amb precisió. Primer s'engalzava el culatí de la fletxa a la corda. A continuació s'inseria la guia sota la fletxa. Un cop fletxa i guia en posició, l'arquer podia tensar l'arc (desplaçant fletxa i guia) o sobretensar-lo. En amollar la corda i tirar, la fletxa sortia i la guia quedava retinguda per l'arquer.

## Construcció
L'arc coreà és una versió extremadament recorbada de l'arc compost euroasiàtic (hongarès, turc, mongol, ...). Desencordat adopta una forma gairebé circular amb els extrems molt propers. L'operació d'encordar implica separar els extrems desfent el “cercle”, passar per una forma relativament recta i corbar l'arc en sentit contrari a la posició inicial fins a la forma d'encordat. Encordar un arc coreà és una operació difícil que exigeix el concurs de dues persones o l'ús d'útils auxiliars especials.
El cos de l'arc, prop de l'empunyadura, està reforçat amb fusta d'alzina. Les pales són laminades i de secció aproximadament rectangular en la part més flexible. El nucli (proper a la fibra neutra) és de bambú. La part interior (amb l'arc encordat) és de banya de búfal d'aigua. La part exterior és de tendons encolats amb ictiocol·la. Els extrems de les pales són relativament rígids i reforçats amb fusta de morera o de robínia. La part exterior dels tendons està protegida per una escorça de bedoll encolada amb un adhesiu flexible amb l'objectiu de fer-la impermeable.

### Construcció artesanal
La construcció artesanal moderna es pot veure en videos amb cert detall.